# Canton de Landrecies
Le canton de Landrecies est une ancienne division administrative française, située dans le département du Nord et la région Nord-Pas-de-Calais.
À la suite du redécoupage cantonal de 2014, le canton est supprimé.

## Composition
Le canton de Landrecies regroupait les communes suivantes :
| Nom                    | Code Insee | Codepostal | Superficie (km2) | Population (dernière pop. légale) | Densité (hab./km2) |
| ---------------------- | ---------- | ---------- | ---------------- | --------------------------------- | ------------------ |
| Landrecies (chef-lieu) | 59331      | 59550      | 21,70            | 3 516 (2012)                      | 162                |
| Bousies                | 59099      | 59222      | 9,88             | 1 710 (2012)                      | 173                |
| Croix-Caluyau          | 59164      | 59222      | 4,01             | 254 (2012)                        | 63                 |
| Fontaine-au-Bois       | 59242      | 59550      | 7,68             | 680 (2012)                        | 89                 |
| Forest-en-Cambrésis    | 59246      | 59222      | 8,87             | 537 (2012)                        | 61                 |
| Le Favril              | 59223      | 59550      | 11,49            | 486 (2012)                        | 42                 |
| Maroilles              | 59384      | 59550      | 22,13            | 1 429 (2012)                      | 65                 |
| Preux-au-Bois          | 59472      | 59288      | 3,99             | 839 (2012)                        | 210                |
| Prisches               | 59474      | 59550      | 23,11            | 1 010 (2012)                      | 44                 |
| Robersart              | 59503      | 59550      | 2,33             | 183 (2012)                        | 79                 |

## Représentation

### conseillers généraux de 1833 à 2015
- De 1833 à 1848, les cantons de Landrecies, Le Quesnoy-Est et Le Quesnoy-Ouest avaient le même conseiller général. Le nombre de conseillers généraux par département était limité à 30[1].

| Période           | Identité                      | Parti                             | Qualité |
| ----------------- | ----------------------------- | --------------------------------- | --- |
| 1833-1844         | François Joseph Baillion      |                                   | Propriétaire, maire du Quesnoy                                                                                     |
| 1844-1848         | Hippolyte Piette              |                                   | Propriétaire, juge de paix, adjoint au Maire du Quesnoy                                                            |
| 1848-1852         | Joseph Benoît Antoine Ancelet |                                   | Propriétaire et notaire à Landrecies                                                                               |
| 1852-1867         | Louis Toussaint Doutrelaine   |                                   | Colonel du Génie, puis Général de division Propriétaire à Landrecies                                               |
| 1867-1901         | M. Marie Soufflet             | Droite                            | Propriétaire, ancien brasseur, ancien colonel de la Garde Nationale, maire de Landrecies                           |
| 1901-1907         | Paul Deloffre                 | Républicain                       | Maire de Landrecies (1892 → 1911)                                                                                  |
| 1907-1937         | Camille Bourdon               | RG-Rad.                           | Médecin Maire de Bousies (1900 → 1940)                                                                             |
| 1937-1940         | Louis Gillet                  | RG                                | Industriel, maire de Landrecies, conseiller d'arrondissement                                                       |
|                   |                               |                                   | |
| 1943-1945         | André Bonnaire (1901-1962)    |                                   | Employé de chemin de fer Maire de Landrecies (1940 → 1944 et 1947 → 1962) Nommé conseiller départemental en 1943   |
|                   |                               |                                   | |
| 1945-1949         | Georges Lefebvre              | SFIO                              | Médecin Maire de Bousies                                                                                           |
| 1949-1962 (décès) | André Bonnaire                | RPF puis Rad.                     | Employé des chemins de fer Maire de Landrecies (1940 → 1944 et 1947 → 1962) Député du Nord (3e circ) (1956 → 1958) |
| 1962-1979         | Édouard Bantigny              | SFIO puis PS                      | Fonctionnaire des Finances, gérant de coopérative Maire de Landrecies (1962 → 1977)                                |
| 1979-1992         | Bernard Dassonville           | PS                                | Maire de Landrecies (1977 → 1995)                                                                                  |
| 1992-2011         | André Ducarne                 | Union pour le Nord (RPR puis UMP) | Entrepreneur en maçonnerie Maire de Bousies (1989 → ) Président de la CC du Pays de Mormal (2001 → 2013)           |
| 2011-2015         | Bernard Delva                 | DVD                               | Cadre Maire de Landrecies (1995 → 2008)                                                                            |

### Conseillers d'arrondissement (de 1833 à 1940)
| Période | Période | Identité                             | Étiquette            | Qualité |
| ------- | ------- | ------------------------------------ | -------------------- | --- |
| 1833    | 1839    | Séraphique Joseph Dollez (1753-1845) |                      | Ancien médecin-chef des hôpitaux de l'Armée du Nord, ancien maire de Landrecies                             |
| 1839    | 1848    | Antoine Vendois                      | Républicain modéré   | Médecin, chef de bataillon de la Garde nationale, propriétaire à Maroilles, député de 1848 à 1851           |
|         |         |                                      |                      | |
| 1871    |         | André Bonnaire                       |                      | Brasseur, maire de Landrecies                                                                               |
|         |         |                                      |                      | |
| 1892    | 1898    | Gustave Leblond                      |                      | Agriculteur, maire de Fontaine-au-Bois                                                                      |
| 1898    | 1907    | Camille Bourdon                      | Républicain          | Médecin, maire de Bousies                                                                                   |
| 1907    | 1910    | Théophile Bourgeois                  | Républicain          | Conseiller municipal de Prisches                                                                            |
| 1910    | 1919    | Léopold Carion                       | Républicain          | Maire de Maroilles                                                                                          |
| 1919    | 1937    | Louis Gillet                         | RG                   | Industriel, maire de Landrecies                                                                             |
| 1937    | 1940    | Léon Delsart                         | Radical antimarxiste | Maire de Croix-Caluyau                                                                                      |
| 1940    |         |                                      |                      | Les conseils d'arrondissement ont été suspendus par la loi du 12 octobre 1940 et n'ont jamais été réactivés |

## Démographie
| 1962   | 1968   | 1975   | 1982   | 1990   | 1999   | 2006   | 2011   | 2012   |
| ------ | ------ | ------ | ------ | ------ | ------ | ------ | ------ | ------ |
| 12 276 | 12 304 | 11 722 | 11 031 | 10 771 | 10 637 | 10 534 | 10 665 | 10 644 |

### Pyramide des âges
Comparaison des pyramides des âges du Canton de Landrecies et du département du Nord en 2006
| Hommes | Classe d’âge   | Femmes |
| ------ | -------------- | ------ |
| 0,1    | 90 ans et plus | 1      |
| 6,2    | 75 à 89 ans    | 9,9    |
| 12,8   | 60 à 74 ans    | 14     |
| 21,5   | 45 à 59 ans    | 20,5   |
| 20,8   | 30 à 44 ans    | 19,7   |
| 18,2   | 15 à 29 ans    | 16,5   |
| 20,4   | 0 à 14 ans     | 18,4   |

| Hommes | Classe d’âge   | Femmes |
| ------ | -------------- | ------ |
| 0,2    | 90 ans et plus | 0,8    |
| 4,3    | 75 à 89 ans    | 7,9    |
| 10,3   | 60 à 74 ans    | 11,9   |
| 19,7   | 45 à 59 ans    | 19,4   |
| 21,1   | 30 à 44 ans    | 20,1   |
| 22,6   | 15 à 29 ans    | 21     |
| 21,6   | 0 à 14 ans     | 19     |